# Référendums liechtensteinois de 1927
Trois référendums ont lieu au Liechtenstein en 1927, les deux premiers le 30 janvier et le troisième le 1er mai 1927

## Référendums de janvier

### Contenu
Il s'agit d'une initiative populaire portant sur la réglementation dans le secteur du batiment, et du contre projet du gouvernement.

### Contexte
En avril 1926 des ouvriers du bâtiment signent une initiative populaire proposant de libéraliser l'industrie du bâtiment, de supprimer les obligations de concessions, d'introduire des contrôles réglementaires obligatoires sur les échafaudages et de mettre en place une assurance accident.
Le seuil de 400 inscrits ayant été atteint, l'initiative est envoyé devant le Landtag dans le cadre de l'article 64.2 de la constitution. Le parlement la rejette, entraînant sa mise en votation, et propose dans le cadre du même article une contre proposition sur le contrôle des concessions et des échafaudages et sur une assurance accident.

### Résultats
| Initiative populaire                                     | 804 | 44,22% | 979   | 53,85% | 35  | 1,93% | 1 818 | 59 | 1 877 | 2 253 | 83,31% |
| Contre proposition                                       | 88  | 4,84%  | 1 550 | 85,26% | 180 | 9,90% | 1 818 | 59 | 1 877 | 2 253 | 83,31% |
| Source: Base de données Démocratie Directe (en Allemand) |     |        |       |        |     |       |       |    |       |       |        |

## Référendum de mai

### Contenu
Le référendum porte sur une augmentation des salaires des professeurs et des fonctionnaires.

### Contexte
Il s'agit d'un référendum facultatif d'origine populaire : dans le cadre de l'article 66 de la constitution, le projet de loi voté par le Landtag le 22 décembre 1926 fait l'objet d'une demande de mise à la votation par un minimum de 400 inscrits.

### Résultats
| Choix                           | Votes | %     |
| ------------------------------- | ----- | ----- |
| Pour                            | 658   | 35,21 |
| Contre                          | 1 211 | 64,79 |
| Votes blancs et invalides       | 69    | –     |
| Total                           | 1 938 | 100   |
| Inscrits/Participation          | 2 252 | 86,06 |
| Source: Démocratie Directe (de) |       |       |